# Nothnagle House

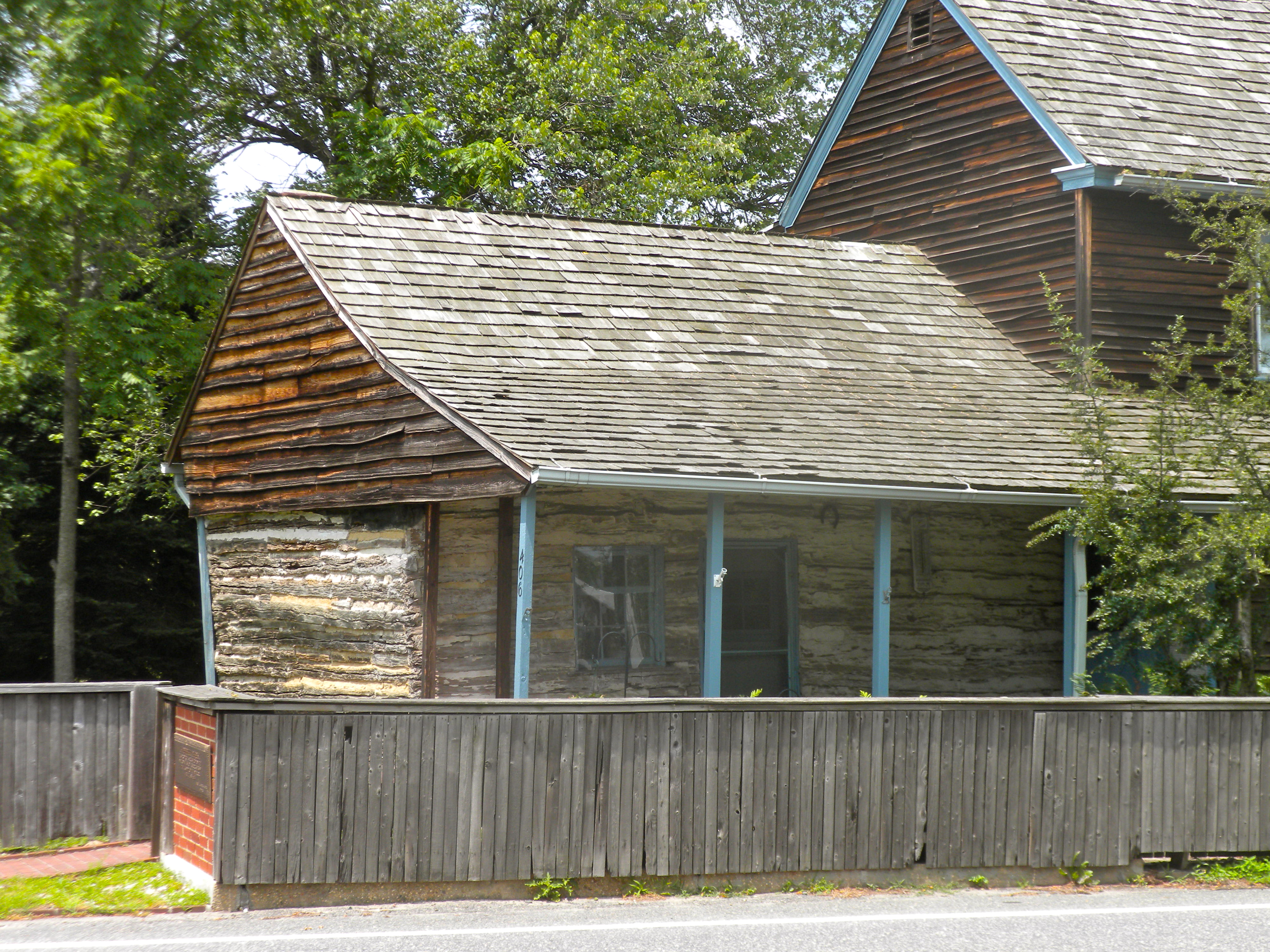
Nothnagle Log House

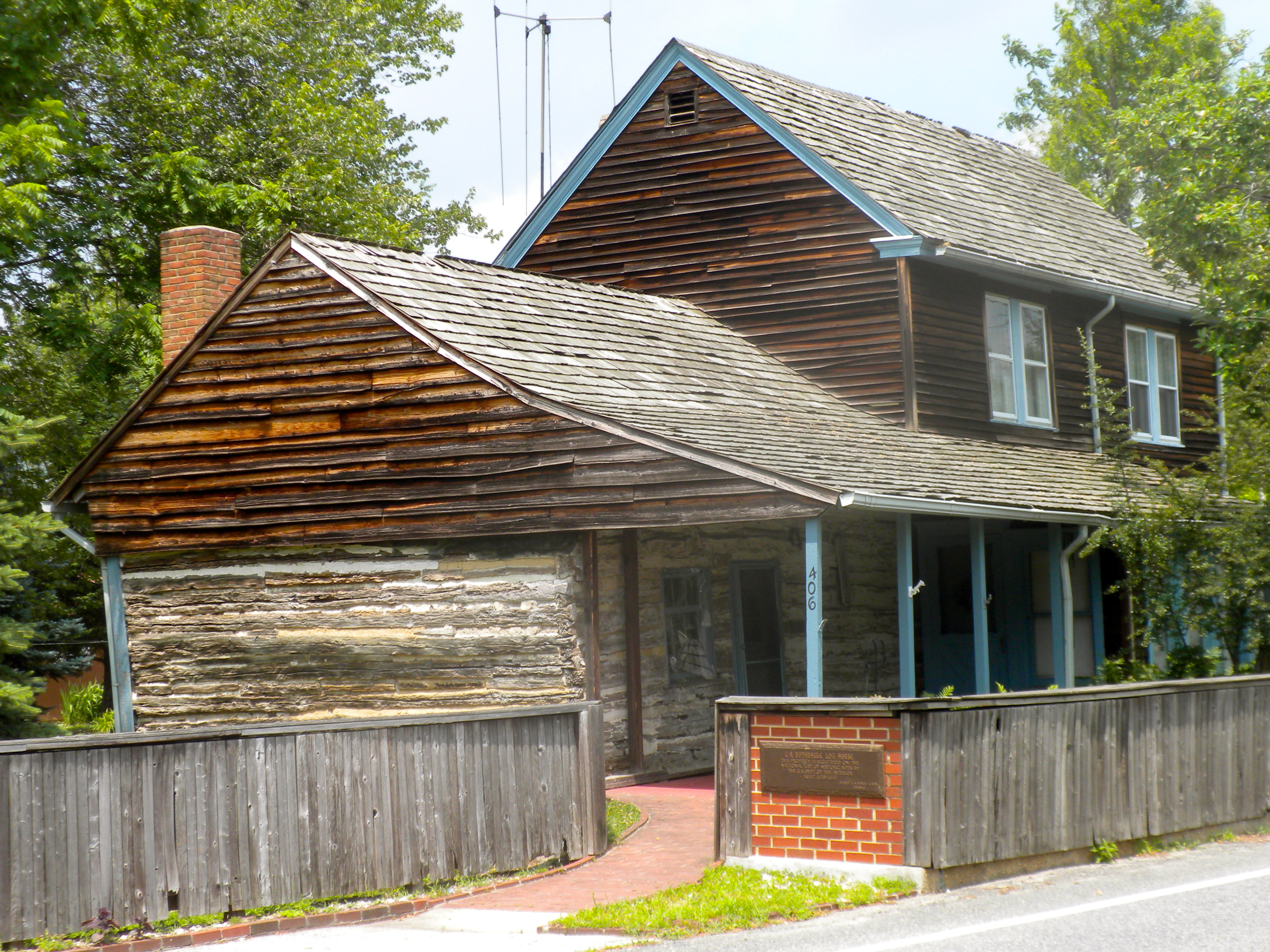
Det ursprungliga huset och tillbyggnaden

C.A. Nothnagle Log House vid Swedesboro-Paulsboro Road i Gibbstown, New Jersey, är ett av östra USA:s äldsta europeiska byggnadsminnen, byggt av kolonister från den finska delen av Sverige, troligen någon gång mellan 1638 och 1643 under perioden för kolonin Nya Sverige 1638-1655.
Huset är ett timmerhus av ektimmer. Eftersom en del byggnadsmaterial ofta fördes med från Sverige, kan till exempel eldstaden vara byggd av svensk tegelsten från barlasten. I enlighet med dåtidens nordiska byggnadsteknik användes inga spikar till originalkonstruktionen. Det ursprungliga jordgolvet  täcktes 1730 av furubrädor. Detta ursprungliga hus var bebott till 1918.
I början av 1700-talet uppfördes en större tillbyggnad.
Huset blev byggnadsminne 1976 med nummer 76001153.